# Terrier australià

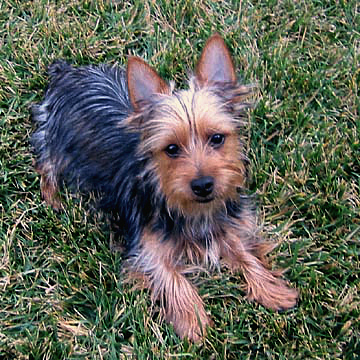

El Terrier australià o Australian Silky Terrier és un gos terrier originari d'Austràlia.

## Característiques
El seu aspecte és molt semblant al d'un Yorkshire terrier, el seu mantell de pèl és de color blavós i marronós de textura suau, llis i llarg. Requereix raspallat i manteniment constant.
Un terrier ha de medir aproximadament de 23 a 25 cm a la creu i ha de pesar entre 3.6 i 8 quilos, encara que les mesures poden variar entre les diferents federacions.

## Funcions i personalitat
Va ser usat com a gos rater encara que actualment la seva principal funció és la de ser gos de companyia, ja que s'adapta sense cap problema a la vida en cases o apartaments. Es porta molt bé amb les persones que el respecten i el cuiden. Pot causar problemes amb altres gossos perquè malgrat la seva diminuta talla solen tenir molt geni. No és apropiat per viure amb altres mascotes més petites. Agraeix que se'l porti a passejar. Viuen una mitjana de 15 anys.